# 대한민국 형사소송법 제341조
대한민국 형사소송법 제341조는 당사자 이외의 상소권자에 대한 형사소송법의 조문이다.

## 조문
제341조(동전) ① 피고인의 배우자, 직계친족, 형제자매 또는 원심의 대리인이나 변호인은 피고인을 위하여 상소할 수 있다. 

②전항의 상소는 피고인의 명시한 의사에 반하여 하지 못한다.

第341條(同前) ① 被告人의 配偶者, 直系親族, 형제자매 또는 原審의 代理人이나 辯護人은 被告人을 爲하여 上訴할 수 있다.  <개정 2005.3.31.>
②前項의 上訴는 被告人의 明示한 意思에 反하여 하지 못한다.

## 참조조문
제340조(당사자 이외의 상소권자) 피고인의 법정대리인은 피고인을 위하여 상소할 수 있다.

## 판례
- 피고인의 상소권소멸 후의 변호인의 상소는 불가하다[1].

## 참고 문헌
- 손동권 신이철, 새로운 형사소송법(초판, 2013), 세창, 2013. ISBN 9788984114081

## 같이 보기
- 상소